# Einar Englund
Sven Einar Englund (Ljugarn, 17 giugno 1916 – Visby, 27 giugno 1999) è stato un compositore finlandese.

## Biografia
Ha studiato come allievo di Bengt Carlson all'Accademia Sibelius. Su raccomandazione di Jean Sibelius, probabilmente rimasto colpito dal suo quintetto per pianoforte, ha proseguito gli studi con Aaron Copland al Boston University Tanglewood Institute. Ha combattuto durante la seconda guerra mondiale come sergente di fanteria e fu ferito; tale esperienza ha ispirato almeno alcune delle sue opere successive. L'influenza di Šostakovič è stata molto importante per tutta la sua carriera. Nel 1960 era così disgustato dai ripetuti attacchi che ha smesso di comporre per molti anni. Nel 1971 ritornò attivo con la sua Terza Sinfonia. Ha composto sette sinfonie, concerti e musica da camera. Le sue ultime opere sono state un concerto per flauto (1985) e un Concerto per clarinetto (1991). Dopo di questo ha scritto la sua autobiografia.
Ha acquisito notevole fama per le sue prime due sinfonie, ma tale fama venne presto oscurata da quella di Sibelius, ed è rimasto tuttora un compositore un po' ignorato, nonostante la qualità della sua musica. Ciò fu dovuto anche a causa del suo disprezzo per la scuola tradizionale e la de-umanizzazione della musica. Dopo la sua morte sono state eseguite e registrate altre sue composizioni incluse tutte le sue sette sinfonie ed entrambi i concerti per pianoforte ed orchestra.

## Opere
La musica di Englund può essere definita neo-classica, pur mantenendo il nazionalismo così prevalente nella musica di Sibelius. Le armonie tendono ad essere fresche, conferendogli un sapore nordico. Egli ha anche avuto alta considerazione per compositori come Igor Stravinsky e Dmitri Shostakovich, dedicando la sua Sinfonia n. 4 (nostalgico) in memoria di quest'ultimo.

### Balletti
- Sinuhe (1954)
- Odysseus (1959) (basato sull'Odissea di Omero)

### Orchestra
- Sinfonie
  - Sinfonia Nº 1 The War Symphony (1946)
  - Sinfonia Nº 2 Blackbird (1948)
  - Sinfonia Nº 3 Barbarossa (1971)
  - Sinfonia Nº 4 Nostalgic, per archi e percussioni (1976)
  - Sinfonia Nº 5 Fennica (1977)
  - Sinfonia Nº 6 Aphorisms (1984)
  - Sinfonia Nº 7 (1988)

### Concerti
- Violoncello (1954)
- Pianoforte e orchestra Nº 1 (1955)
- Pianoforte e orchestra Nº 2 (1974)
- Concerto per 12 violoncelli (1980–1981)
- Violino (1981)
- Flauto (1985)
- Clarinetto (1990–1991)

### Musica da camera
- Quintetto per pianoforte (1941)
- Divertimento Upsaliensis (1978)
- Quintetto per fiati (1978)
- Sonata per violino (1979)
- Sonata per violoncello e pianoforte (1982)
- Quintetto per archi (1985-1986)
- Suite per violoncello (1986)

### Musica per scene
- The Great Wall of China (1949)

### Musica per film
- Il bianco pastore di renne (1952)